# Pillow Fight League
La Pillow Fight League (PFL) és una lliga semi-professional de Toronto enfocada a les guerres de coixins públiques. La pràctica d'aquestes guerres entre dones es produeix en una arena de combat a l'estil del boxing o la lluita lliure. Les lluites de la lliga són de dues o tres noies, el que s'acabaria anomenant com a damage à trois, i es té tot un seguit de normes codificades. Els contrincants sovint reben talls, esgarrinxades, i blaus. També s'han produït lesions més greus, incloent contusions, ulls morats, pèrdues dentals, llavis partits, músculs fracturats, i ronyons masegats.

## Història

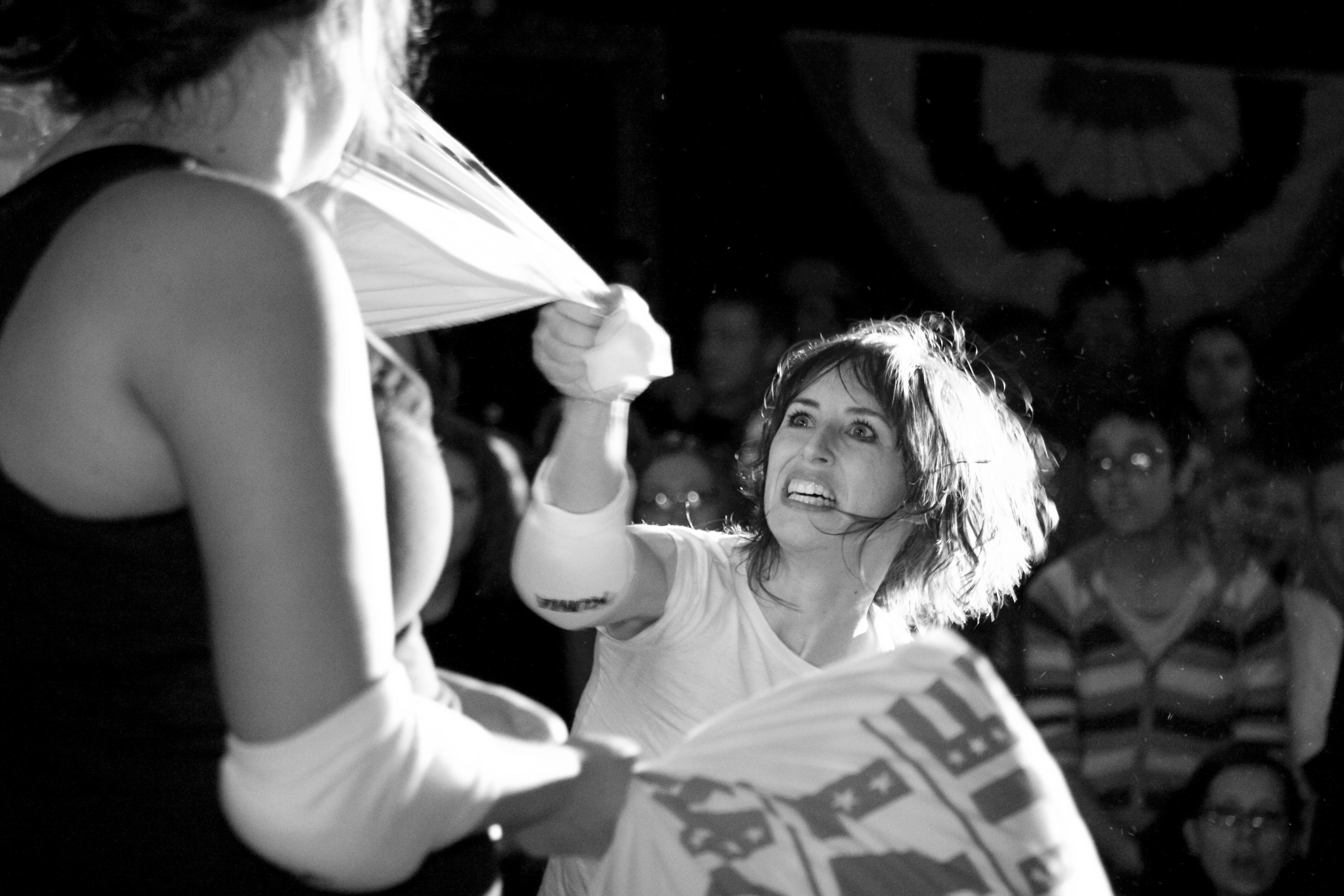
Les atletes de la lliga de guerra de coixins poden colpejar tan fort fins a causar lesions.

La lliga va ser fundada per PFL Commissioner Stacey P. Case, i Honorary PFL Commissioner Craig Daniels al febrer de 2004. Però va ser formalment iniciada en un bar gòtic de Canada anomenat The Vatikan, situat al centre de Toronto. Des de llavors s'ha anat celebrant els combats tant a Montreal (Quebec) com a Nova York, però la seu principal continua sent a Toronto (Ontario). La lluitadora Abbie Roadkill, originària de descendents britànics, ha especulat recentment que se celebraven esdeveniments similars al Regne Unit.
La lliga va anar creixent amb un parell d'esdeveniments protagonitzats per les artistes de burlesque canadenques “Skin Tight Outta Sight” a un espectacle de Mr. Case's band (anomenat així per les tijuana bibles) a la vigília d'any nou de 2004 i 2005. Aquest últim va comptar amb la participació de part del públic. Els esdeveniments van continuar el 2006 a Vatikan quan es va iniciar ja una lliga patrocinada centrada exclusivament a la guerra de coixins. Va suposar un gran èxit pels promotors, la lliga va rebre peticions de drets d'emissió a la televisió el 2007 per part del productor de reality shows i sitcoms Eddie October (productor executiu de Tommy Lee Goes to College i The Roseanne Show) i de Al Berman (productor executiu de The Biggest Loser i Survivor).
A finals de maig de 2012 es va posar a la venda tant la marca Pillow Fight League. En la venda s'hi incloïa, la propietat intel·lectual, la marca registrada i els termes PILLOW FIGHT LEAGUE al Canadà i Amèrica, el domini gopfl.com i pillowfightleague.com, el format de la web i disseny, els logotips i distintius, el compte de correu electrònic amb centenars de contactes d'arreu del món, el llibre normatiu de la lliga League Rulebook, la constitució de la lliga Fighter Constitution, el compte de Twitter, YouTube, Facebook, Myspace, Vimeo i Ustream, i altres elements que feien servei a la direcció de la lliga.

## Normes
Les normes de la Pillow Fight Leage dictaven que:
1. Només lluiten dones. Sense excepció.
2. Les lluites són d'un límit de cinc minuts i tan sols es guanyen per desplom a la tarima, rendició o petició d'aturada. Si una lluita esgota els cinc minuts sense cap guanyador, el guanyador acaba sent designat per un comitè de tres jutges.
3. Els cops de puny, puntades de peu, bloquejos, i altres moviments estan permesos sempre que s'usi un coixí en l'atac.
4. La prevenció d'un cop usant com a protecció el coixí origina una advertència de l'àrbitre. Els jutges poden optar per incloure aquestes advertències com a part de les seves deliberacions i criteris de judici si una baralla s'allarga massa.
5. No es permeten els atacs als ulls, les mossegades, les esgarrapades, les estirades de cabells, o els cops baixos.
6. Tampoc es permet el comportament groller, lasciu o suggestiu.
7. Carregar un coixí amb un objecte estrany com per exemple un maó també està estrictament prohibit.

L'organització de Pillow Fight a Barcelona va afegir dues normes més:
1. Els coixins no poden portar cremallera per tal d'evitar ferides sanguinolentes.
2. No es pot pegar a qui no porti coixí també.

## International Pillow Fight Day
No es té clar quan s'hauria organitzat històricament el primer dia de guerra de coixins, ja que és lògic pensar que les guerres amb coixins que podrien haver-se esdevingut des del mateix moment de la invenció del coixí. També es creu que podria haver-se iniciat l'organització dels International Pillow Fight Day en els petits clubs de guerra de coixins que existeixen arreu del món, per exemple a Londres i Vancouver, o San Francisco i Manhattan. Aquests acabaren desembocant en l'organització el març de 2008 dels primers International Pillow Fight Day que aviat es van estendre també a Nova York, Rotterdam i Seattle. I s'acabaria establint també que el dia triat seria el primer dissabte del mes d'abril d'aquell any com també s'establiria un hashtag de Twitter oficial #PillowFightDay que serviria per difondre les convocatòries dels esdeveniments.
Es consolidarien les següents normes que poden variar segons la ciutat on se celebri l'esdeveniment:
- Els moviments han de ser lleugers.
- No actuar amb les persones sense coixins.
- No actueu contra gent amb càmeres de fotos.
- Només coixins tous.
- Porteu una bossa per ajudar a netejar després.
- Alguns organitzadors de lluita de coixins sol·liciten que no utilitzeu coixins de ploma per problemes de benestar animal, mentre que alguns altres fomenten activament l'ús de coixins de ploma perquè la descriuen com més divertida. Si no esteu segurs de les regles del coixí de l'esdeveniment al qual voleu assistir, la millor opció és la sintètica.

Des de l'any 2005 els esdeveniments d'aquest dia han sigut organitzats per col·lectius d'art urbà, com Newmindspace a Nova York (Estats Units) i Toronto (Canadà) tal com declararen els mateixos organitzadors canadencs Kevin Bracken i Lori Kufner. Aquests col·lectius difonen oficialment també convocatòries a Bilbao (País Basc), Chicago (Estats Units), Geleen (Països Baixos, Hull (Anglaterra), Key West (Estats Units), Nova York (Estats Units), Oulu (Finlàndia), Ciutat de Panamà (Panamà), Seattle (Estats Units), Stockton (Estats Units), Vancouver (Canadà), València (País Valencià), Viena (Àustria), i Washington DC (Estats Units).